# The Oscar Concert
The Oscar Concert is een muziekalbum van Rick Wakeman. Het maakt deel uit van de Treasure Chest Box.
Het album bevat een (gedeeltelijke?) registratie van een concert dat Rick Wakeman zou geven op 21 maart 2000 in de Festival Hall van Corby. Deze zaal zag er echter al gesloten uit voordat Wakeman zou komen optreden en zou vlak daarna haar deuren definitief sluiten. De zaal had op geen enkele wijze ruchtbaarheid gegeven aan het concert en ook de agent hield alles stil. De enigen die aanwezig waren was een schare fans van 86 man/vrouw en één hond. Wakeman is soms wel in voor een geintje (zie het eten van een afhaalcurry tijdens een Yesconcert) en besloot het gehele concert aan de hond Oscar, volgens Wakeman een West Highland white terriër, op te dragen. Detail; een van de zoons van Wakeman heet ook Oscar.

## Musici
- Rick Wakeman – toetsinstrumenten

## Tracklist
| Nr. | Titel                                    | Duur |
| --- | ---------------------------------------- | ---- |
| 1.  | Pachobel’s canon in D                    | 4:17 |
| 2.  | Put down                                 | 4:00 |
| 3.  | Birdman of Alcatraz                      |      |
| 4.  | Guide dog                                |      |
| 5.  | Seasons of change                        | 4:32 |
| 6.  | Showbiz dog                              | 1:42 |
| 7.  | Merlin the magician                      | 5:00 |
| 8.  | Children of Chernobyl                    | 5:19 |
| 9.  | The rotweiler                            | 1:00 |
| 10. | Guinevere / Lancelot and the black night | 5:34 |
| 11. | Help / Eleanor Rigby                     | 8:35 |
| 12. | Classical Doggy in the Window            | 5:00 |

Cd 1 = The Real Lisztomania ·
Cd 2 = The Oscar Concert ·
Cd 3 = The Missing Half ·
Cd 4 = Almost Classical ·
Cd 5 = The Mixture ·
Cd 6 = Medium Rare ·
Cd 7 = Journey to the Centre of the Earth plus ·
Cd 8 = Stories